# John Anthony West
John Anthony West (New York, (9 juli 1932 – 6 februari 2018) was een Amerikaans egyptoloog en schrijver.
In zijn boek Serpent of the Sky (1979) werkte hij verder op de ideeën van de Franse mysticus en alternatieve egyptoloog R.A. Schwaller de Lubicz en suggereerde dat de Grote Sfinx van Gizeh geërodeerd was door de vloeden van de Nijl, na tussen 15.000 en 10.000 v.Chr. te zijn uitgehakt door Atlantiërs. Tien jaar later zocht hij samenwerking met geoloog Robert M. Schoch om voor zijn ideeën afdoende bewijs te vinden. 
In 1993 won hij een Emmy Award voor beste onderzoek met een documentaire die hij maakte voor de NBC genaamd The Mystery of the Sphinx. Deze documentaire werd gepresenteerd door Charlton Heston. De documentaire werd tevens genomineerd voor beste documentaire.
West publiceerde zowel fictie als non-fictie. Zijn non fictie-werk bestaat onder andere uit Serpent in the Sky: The High Wisdom of Ancient Egypt, The Traveler's Key to Ancient Egypt en The Case for Astrology. Zijn fictie-werk bestaat uit romans, korte verhalen, toneel- en filmscripts.
- Bibsys: 9043404
- CiNii: DA05891597
- Digitale Bibliotheek voor de Nederlandse Letteren: west093
- International Standard Name Identifier: 0000 0000 8380 2324
- Library of Congress Control Number: n79064618
- Bibliotheek van het Japanse parlement: 00660560
- Nationale Bibliotheek van Tsjechië: pna2005281053
- Nationale Bibliotheek van Israël: 987007280558505171
- Nederlandse Thesaurus van Auteursnamen: 072106875
- Système universitaire de documentation: 128156643
- Virtual International Authority File: 47643302
- WorldCat: E39PBJqFRV8HWtTBftMVj9F3Qq